# 越南共和國憲法
越南共和國憲法 是前越南共和國（南越）憲法，先後於1956年及1967年頒布兩部憲法。

## 1956年憲法
- 第一章 基本條款
- 第二章 公民權利和義務
- 第三章 總統
- 第四章 國會
- 第五章 法官
- 第六章 特別法院
- 第七章 國家經濟委員會
- 第八章 憲法法院
- 第九章 憲法修正
- 第十章 一般條款

## 1967年憲法
- 第一章 基本條款
- 第二章 公民權利和義務
- 第三章 立法
- 第四章 行政
- 第五章 司法
- 第六章 特別機構
- 第七章 政黨和反對派
- 第八章 憲法修正
- 第九章 過渡條款